# Sajóecseg
Sajóecseg község Borsod-Abaúj-Zemplén vármegyében, a Miskolci járásban.

## Fekvése
A Sajó-völgyben, a Sajó és a Bódva folyók találkozásánál fekszik, Miskolctól körülbelül 10 km közúti távolságra, a Bükk-vidék keleti peremén. A Sajó folyó több ágra bomlik Sajóecseg területén.
A települést délről a - sajóbábonyi egykori Észak-Magyarországi Vegyiművek közeléből érkező - Bábony-patak határolja, amely nyugati irányból ugyancsak a falu területén ömlik a Sajóba. A Bábony-patak időnként rendkívül szennyezett vizű.
A legközelebbi települések: észak felől (a Sajó túlpartján) Boldva (3 km), kelet felől Sajósenye (7 km), dél felől Sajókeresztúr (4 km), délnyugat felől Sajóbábony (3 km), északnyugat felől pedig Sajószentpéter (7 km).

### Megközelítése
A legfontosabb közúti megközelítési útvonala a 26-os főút, ezen érhető el a megyeszékhely, Miskolc és az országhatár felől is. Főutcája a 2618-as út, ez köti össze a 26-os főúttal és Boldvával is, míg Sajóbábony a 25 138-as úton érhető el.
A Miskolc–Bánréve–Ózd-vasútvonalból (92) itt ágazik ki a Miskolc–Tornanádaska-vasútvonal (94). Boldva község irányába közúti és vasúti Sajó-híd biztosítja a település összeköttetését, amelynek vasútállomása (állomásfőnökség) is van.

## Története
A község története levéltári források alapján az Árpád-kor legelejére nyúlik vissza. Az Ecseg névalak először 1248-ban (Echeg… prope Sayouvyze), illetve 1326-ban bukkan fel egyes forrásokban. A település sokáig az Ákos nemzetség, illetve a Miskolc nemzetség birtoka volt, és a diósgyőri uradalomhoz tartozott. A Miskolc nemzetség itt lakó tagjai a faluról Ecseginek kezdték magukat nevezni.
A 14. századtól már jelentős településnek számít, egyháza 6-7 garas pápai adót fizetett. A 16. században a birtokosai között a Bellényi és Bekény család nevét találjuk. 1582-ben a király (Rudolf német-római császár és cseh király) a birtokosa Ecsegnek.
Bocskai István 1606-ban Beke János, Dobroviczki János és Miskolci Nagy Máté hívenek adományozta a települést. 1625-ben Szatmári Király Miklós, majd néhány évvel később I. Rákóczi György erdélyi fejedelem a birtokosa. Ő többször időzött itteni birtokán, és az egyik győztes hadjáratából hazafelé tartva 1645. szeptember.17-én itt tartott hálaadó istentiszteletet.
Az említett vasútvonalak kiépítése után a falu közlekedési jelentősége tovább nőtt. A 20. században vízmű létesült Sajóecseg területén. Az egykor hagyományosan a Sajó-partra települt ófalu délnyugati irányban terjeszkedni kezdett, ekkor jött létre a ma is jellemző kettős településszerkezete.  Az 1990-es évek óta - leginkább Miskolcról - jelentős számban költöznek lakosok a dinamikusan fejlődő községbe. A község jelenleg déli irányban, Sajókeresztúr felé épül ki tovább (Patak utca).
2001-ben a település népességének 55,0%-a református, 31,0%-a római katolikus, 5,4%-a görögkatolikus, 0,4%-a evangélikus volt.
Mai nevén először 1882-ben említik írott források.  A községet a Nógrád vármegyei Ecsegtől a Sajó előtag különbözteti meg. Az Ecseg név egyébként egy magyar személynévből ered, amely az ecs / öcs ('fiatalabb fivér') tőből származik.

## Címerleírás
Álló, csücsköstalpú, kék színű katonai pajzs, amelynek mezejében félig jobbra forduló, vörösbe öltözött, arany csizmás, ezüst kardos vitéz jobbjával három vörös pólyával díszített, ezüst színű zászlót tart. A pajzson szembe néző, zárt (csőrös) katonai sisak, rajta háromlombú arany korona, amelyből hat ezüst rózsaszál emelkedik ki. A foszlányok: jobbról kék ezüst, balról vörös-arany. A pajzs alatt egy szalag lebeg SAJÓECSEG felirattal.

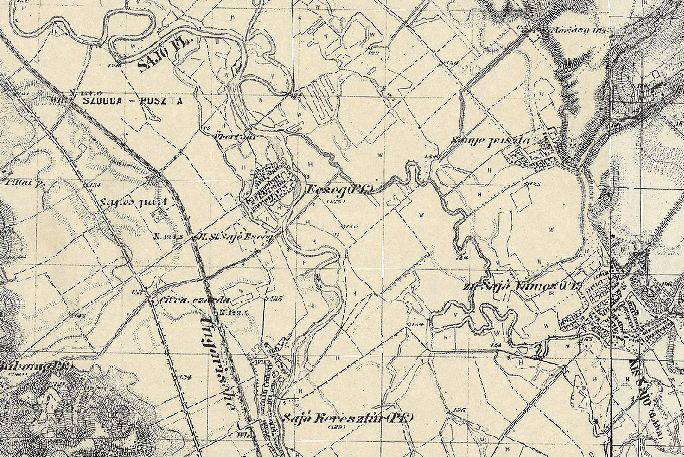
Sajóecseg (Ecseg) környéke a 19. század második felében (III. katonai felmérés)

A címer Sajóecseg község régi pecsétjének az ábráján alapul és a múlt vállalását fejezi ki. A települést az elmúlt századokban sok kisnemes lakta: címere erre a tényre utal azáltal, hogy olyan, mint a régi korok nemesi címerei.

## Nevezetességei
Sajóecseg jelentősebb látnivalói közé tartozik a református templom, a katolikus templom, a hősi emlékmű, és a természeti szépségekben gazdag Sajó-part. A településen kereskedelmi szálláshelyek is találhatók, és több ipari, illetve szolgáltató cégnek is itt van a telephelye. A virágkertészetéről is ismert volt a község, amire a település címerében látható virágok is utalnak.

## Híres emberek
Sajóecsegen született Mokry-Mészáros Dezső (Sajóecseg, 1881. április 5. – Miskolc, 1970. január 9.) naiv festőművész. Édesapja Mészáros Bálint, a református iskola tanítója, édesanyja, Mokri Piroska a sajóecsegi református pap lánya volt. Az 1910-es évektől kezdve Európa-szerte részt vett egyéni és csoportos kiállításokon. A naiv festészet eszközeivel fantáziabeli témákat ábrázolt, utazásait örökítette meg, később a magyar történelem és a népmesék világát, a magyar paraszti életet festette.

## Közélete

### Polgármesterei
- 1990–1994: Csontó József (független)[7]
- 1994–1998: Rabi József (független)[8]
- 1998–2002: Rabi József (független)[9]
- 2002–2006: Rabi József (független)[10]
- 2006–2010: Rabi József (független)[11]
- 2010–2014: Rabi József (független)[12]
- 2014–2019: Inklovics László (független)[13]
- 2019–2024: Inklovics László (független)[14]
- 2024– : Száraz Levente (független)[1]

## Népesség
A település népességének változása:
| Lakosok száma | 1059 | 1065 | 1040 | 1031 | 990  | 979  | 971  |
|               | 2013 | 2014 | 2015 | 2021 | 2022 | 2023 | 2024 |

A 2001-es népszámlálás adatai szerint a településnek csak magyar lakossága volt.
A 2011-es népszámlálás során a lakosok 92,1%-a magyarnak, 0,2% románnak, 0,4% szlováknak mondta magát (7,9% nem nyilatkozott; a kettős identitások miatt a végösszeg nagyobb lehet 100%-nál). A vallási megoszlás a következő volt: római katolikus 29,9%, református 41,6%, görögkatolikus 2,9%, felekezeten kívüli 6% (18,8% nem válaszolt).
2022-ben a lakosság 94,5%-a vallotta magát magyarnak, 0,7% cigánynak, 0,3% németnek, 0,1% szlováknak, 2,7% egyéb, nem hazai nemzetiségűnek (5,4% nem nyilatkozott; a kettős identitások miatt a végösszeg nagyobb lehet 100%-nál). Vallásuk szerint 22,1% volt római katolikus, 32,8% református, 4,8% görög katolikus, 0,5% egyéb keresztény, 0,3% evangélikus, 6,9% felekezeten kívüli (32% nem válaszolt).